# Frano Radić
Frano Radić (Bol, Brač, 24. kolovoza 1857. - Bol, 13. travnja 1933.), hrvatski polihistor, pedagog, arheolog, prevoditelj, prosvjetar, kulturni i javni djelatnik

## Životopis
Rodio se na otoku Braču 1857. godine. U Bolu je završio osnovnu školu, gimnaziju je pohađao u Zadru i Splitu. Kanonik Ivan Dević usadio mu je ljubav prema spomenicima i starinama. Dominikanac Angelo Bojanić s kojim se družio za praznika, utjecao je na njegovu ljubav prema kulturnom blagu. Predavao razne predmete na raznim ustanovama, sudjelovao na pokretanje časopisa i osnivanje škola. Bavio se i stručnim pedagoškim radom. Raspravljao je i pisao o važnosti građanskih škola te poboljšanju njihovih nastavnih programa, o položaju učitelja i nastavnim metodama. U književnosti je također ostavio trag, pišući književne osvrte, pjesme, kritike i putopisne crtice.